# Атары
Атары — деревня в Советском районе Кировской области в составе Ильинского сельского поселения. 

## География
Находится на расстоянии примерно 8 километров по прямой на юг от районного центра города Советск.

## История
Известна с 1701 года как починок Занемдежинский, в 1764 году деревня Атарах с населением 164 человек. В 1873 году здесь (деревня Атары) учтено дворов 30 и жителей 273, в 1905 46 и 344, в 1926 46 и 237, в 1950 49 и 141. В 1989 году оставалось 50 жителей. 

## Население
Постоянное население составляло 24 человека (русские 100%) в 2002 году, 22 в 2010.